# José Napoleón Duarte

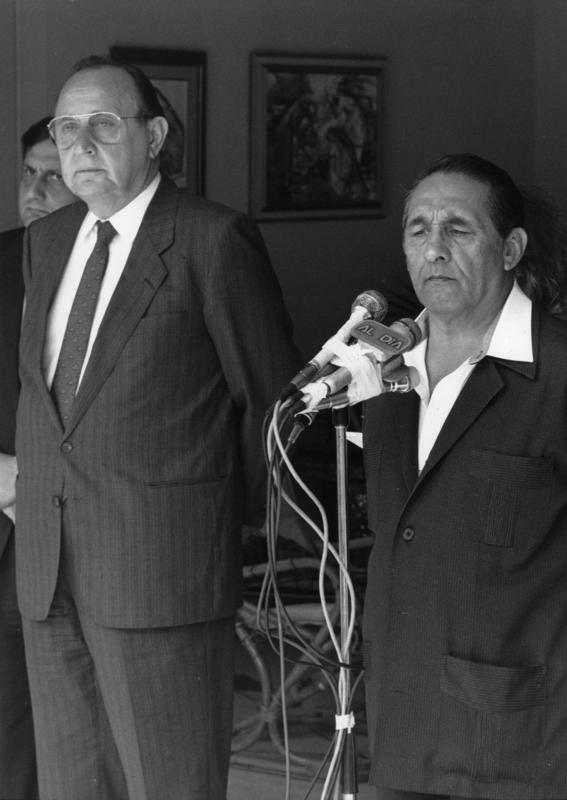
José Napoleón Duarte (höger) med Hans-Dietrich Genscher (1987)

José Napoleón Duarte Fuentes, född 23 november 1925 i San Salvador, död 23 februari 1990, var en av ledarna för militärjuntan som styrde i El Salvador från 1980 till 1982, samt president från 1984 till 1989. I presidentvalet 1984 vann han med 53,6 % av rösterna mot ARENA-partiets kandidat Roberto D'Aubuisson. Han företrädde Partido Demócrata Cristiano (PDC), som han själv varit med och grundat 1960.